# Johann Maria Anciuti
Johann ital. Giovanni Maria Anciuti (* 1674 in Forni di Sopra, Udine; † 1744 in Mailand) war eine Persönlichkeit der Musikinstrumentenbauerkunst. Er wirkte um 1720 in Mailand, das zu dieser Zeit zu Österreich gehörte. Viele seiner erhaltenen Instrumente dienen bis heute als Vorlage zum Nachbau historischer Instrumente des Barock. Die Instrumente, die ihm sicher zugeordnet werden konnten, stammen aus den Jahren 1709–1740 und tragen meist einen Stempel mit dem venezianischen Löwen. Die Barockoboe aus Elfenbein im Victoria and Albert Museum, London, stammt aus der Instrumentensammlung Gioachino Rossini, welche nach seinem Tod in Paris veräußert wurde. Eine Oboe aus Palisander und Elfenbein aus dem Jahr 1730 (Sammlung Alfredo Bernardini, Amsterdam) wird heute von verschiedenen Instrumentenbauern nachgebaut (z. B. Westermann, Taglinger, Sand N. Dalton) und in Konzerten gespielt.
Seine im Steiermärkischen Landesmuseum Johanneum zu Graz aufbewahrte Blockflöte wird heute wieder gern nachgebaut. Das hat folgenden Grund: Während viele Blockflöten der Barockzeit bei der Erstellung einer Kopie von ihrem ursprünglichen tiefen Stimmton (meist a = ca. 415 Hz) auf modernen Stimmton adaptiert werden und dabei viel ihres ursprünglichen Charakters einbüßen, ist das oben erwähnte Instrument in hoher Stimmung, die einer Stimmung von a = 440 Hz entspricht. Somit kann es ohne Schwierigkeiten und mit nur wenigen Änderungen in den modernen Kulturbetrieb integriert werden. Es ist mit der Jahreszahl 1717 signiert und aus gebeiztem Buchsbaumholz hergestellt (Die historischen Alternativen Grenadill und Ebenholz sowie einige weniger authentische tropische Austauschhölzer werden heute oft aus Gründen des Umweltschutzes abgelehnt).